# 馮善
馮善（？—？），字可欲，號后川，河南汝寧府守禦千戶所人，軍籍，明朝政治人物。

## 生平
河南鄉試第四十名舉人。嘉靖三十八年（1559年）中式己未科會試第二百四十二名，三甲第一百零六名進士。授監察御史，巡按直隶盐政，四十三年条陈盐法事宜。后官順德府知府。

## 家族
曾祖馮景先；祖父馮友智；父馮銀，母閻氏。具庆下。